# Trituratio
Trituratio (auch: Trituration, abgekürzt Trit.) [lat. bis mittellat.; zu lateinisch tritus „abgerieben“; zu terre „reiben“] ist ein Begriff aus der Medizin und Pharmazie und bedeutet Verreiben oder Verreibung. Man spricht gelegentlich auch von Pulverisieren, Pülvern oder Dreschen. Im Englischen ist der Begriff noch gebräuchlich. Dabei werden feste, unlösliche Arzneistoffe in einer Reibeschale mit Milchzucker fein zu Pulver verrieben.
Triturationen werden heute nicht mehr industriell hergestellt. Der Homöopath Willibald Gawlik empfiehlt daher Ärzten, die dennoch eine Trituration verordnen wollen, in derselben Dosierung Tabletten auf das Rezept zu schreiben und für die Apotheke den Hinweis „fac triturationem“ dazuzuschreiben. Die Tabletten werden dann pulverisiert und zur Trituratio verdünnt.
In der Homöopathie ist die Trituration (dort auch Handverreibung) eine gängige Praxis. Dabei wird der Arzneiausgangsstoff mit der 9-fachen (D-Potenz) bzw. 99-fachen Menge (C-Potenz) an Milchzucker eine Stunde lang in ganz genau vorgeschriebenen Schritten verrieben. Aus diesen Trituationen können danach auch Dilutionen, Q-Potenzen oder Tabletten hergestellt werden.